# Lý Đông Học
Lý Đông Học (tiếng Trung: 李东学; bính âm: Lǐ Dōng Xué, sinh ngày 27 tháng 11 năm 1982) là một nam diễn viên điện ảnh và truyền hình người Trung Quốc.

## Tiểu sử
Lý Đông Học vốn có tên là Lý Nguyên (李元), sinh ngày 27 tháng 11 năm 1982 tại Trịnh Châu, tỉnh Hà Nam, Trung Quốc.
Năm 2007, anh tham gia bộ phim truyền hình Đại Tần Trực Đạo, chính thức bước chân vào sự nghiệp diễn xuất.
Năm 2008, anh tham gia bộ phim cổ trang truyền hình Thiếu Niên Dương Gia Tướng. Năm 2009, tham gia bộ phim Đại Nội Mật Thám Linh Linh Cẩu. Đến năm 2011, qua bộ phim truyền hình cổ trang Hậu cung Chân Hoàn truyện lấy bối cảnh thời Đại Thanh, với vai diễn Quả Quận vương Doãn Lễ, anh chính thức được khán giả biết đến nhiều hơn. Cũng qua vai diễn này, anh được nhận giải "Nghệ sĩ mới xuất sắc" tại lễ trao giải điện ảnh Quốc Kịch Thịnh Điển của đài Truyền hình An Huy lần thứ 4 với vai diễn Quả Quận vương.
Năm 2012, anh tham gia bộ phim Hứa Hải Phong Đích Thương, thêm lần nữa, anh lại được nhận giải "Nghệ sĩ mới xuất sắc" tại lễ trao giải điện ảnh Phượng Hoàng Vàng lần thứ 14 năm 2013.

## Phim đã tham gia

### Phim truyền hình
| Năm  | Tên phim bằng tiếng Việt              | Tên phim bằng tiếng Trung | Vai diễn                         |
| ---- | ------------------------------------- | ------------------------- | -------------------------------- |
| 2006 | Thiếu Niên Dương Gia Tướng            | 《少年杨家将》            | Dương Diên Bình (Dương Đại Lang) |
| 2006 | Thuần Chân Niên Hoa - Phân Thủ Đại Lý | 《纯真年华-分手代理》     | Lộ Hiểu Khải                     |
| 2007 | Thế Kỷ Bất Liễu Tình                  | 《世纪不了情》            | Lâm Tử Lương                     |
| 2007 | Đại Tần Trực Đạo                      | 《大秦直道》              | Mông Nghị                        |
| 2008 | Thư Kiếm Ân Cừu Lục                   | 《書劍恩仇錄》            | Từ Thiên Hông                    |
| 2010 | Tân Nương Điêu Ngoa                   | 《刁蛮新娘》              | Đái Vấn Thiên                    |
| 2011 | Khổng Tử Xuân Thu                     | 《孔子春秋》              | Hữu Nhược                        |
| 2011 | Hậu Cung Chân Hoàn Truyện             | 《後宮甄嬛傳》            | Doãn Lễ                          |
| 2012 | Đệ Cửu Cá Quả Phụ                     | 《第九个寡妇》            | Tôn Thiểu Dũng                   |
| 2014 | Chỉ Hôn                               | 《纸婚》                  | Quản Đông                        |
| 2014 | Nếu Hạnh Phúc Đến                     | 《假如幸福来临》          | La Thành (La Thế Hanh)           |
| 2015 | Trảo Trụ Thải Hồng Đích Nam Nhân      | 《抓住彩虹的男人》        | Chu Thiệu Thiên                  |
| 2015 | Tứ Thủ Diệu Đoạn                      | 《四手妙弹》              |                                  |
| 2016 | Thành Thị Luyến Nhân                  | 《城市恋人》              | Đinh Mặc                         |
| 2019 | Ỷ Thiên Đồ Long Ký                    | 《倚天屠龙记》            | Trương Thuý Sơn                  |
| 2019 | Diện Cựu Bối Hậu                      | 《面具背后》              | Lâm Dịch Thần/Từ Kế Phát         |
| 2019 | Thần Tịch Duyên                       | 《宸汐缘》                | Cảnh Hưu                         |
| 2020 | Phân Tiến Đích Toàn Luật              | 《奋进的旋律》            | Lâm Kiệt                         |

### Phim điện ảnh
| Năm  | Tên phim bằng tiếng Việt       | Tên phim bằng tiếng Trung | Vai diễn         |
| ---- | ------------------------------ | ------------------------- | ---------------- |
| 2008 | Nữ Nhân Bất Phôi               | 《女人不坏》              | Cảnh sát lái xe  |
| 2008 | Cảnh Sát Tương Lai             | 《未来警察》              | Tiểu Thiên       |
| 2008 | Thời Thượng Tiên Sinh          | 《时尚先生》              | Tony             |
| 2008 | Năm Ấy Ta Tám Tuổi             | 《那年我八岁》            | Cổ Thư           |
| 2009 | Đại Nội Mật Thám Linh Linh Cẩu | 《大内密探灵灵狗》        | Quỷ Thái Lang    |
| 2009 | Sinh Nhật Vui Vẻ               | 《生日快乐》              | Ngưu Tử          |
| 2010 | Cách Mạng Tân Hợi              | 《辛亥革命》              | Tải Phong        |
| 2010 | Triệu Thị Cô Nhi               | 《赵氏孤儿》              | Đề Di Minh       |
| 2010 | Cây Hoa Cúc Màu Lam            | 《蓝色矢车菊》            | Quản lý tài vụ   |
| 2012 | Hứa Hải Phong Đích Thương      | 《许海峰的枪》            | Hứa Hải Phong    |
| 2013 | Thính Kiến Hạ Vũ Đích Thanh Âm | 《聽見下雨的聲音》        |                  |
| 2014 | Tú Xuân Đao                    | 《绣春刀》                | Cận Nhất Xuyên   |
| 2015 | Đại Hỉ Lâm Môn                 | 《大囍臨門》              | Cao Phi          |
| 2016 | Cương Đao                      | 《钢刀》                  | Trần Thiết Kim   |
| 2016 | Dũng Sĩ                        | 《勇士》                  | Hoàng Khai Tương |
| 2017 | Trung Quốc Thôi Tiêu Viên      | 《中国推销员》            | Nghiêm Kiện      |
| 2017 | Sáu Năm, Sáu Ngày              | 《六年，六天》            | Khác mời         |
| 2019 | Hạ Nhất Nhâm: Tiền Nhiệm       | 《下一任：前任》          | Hoàng Khắc Quần  |
| 2019 | Ngưu Du Quả Đích Xuân Thiên    | 《牛油果的春天》          |                  |

## Liên quan
- Hậu cung Chân Hoàn truyện
- Quả Thân vương Doãn Lễ